# عظمت را دوباره به آمریکا بازگردانیم

تابلوی تبلیغاتی آمریکا را دوباره عالی کن! ترامپ که در مبارزه انتخاباتی سال ۲۰۱۶ خود از آن استفاده کرد.

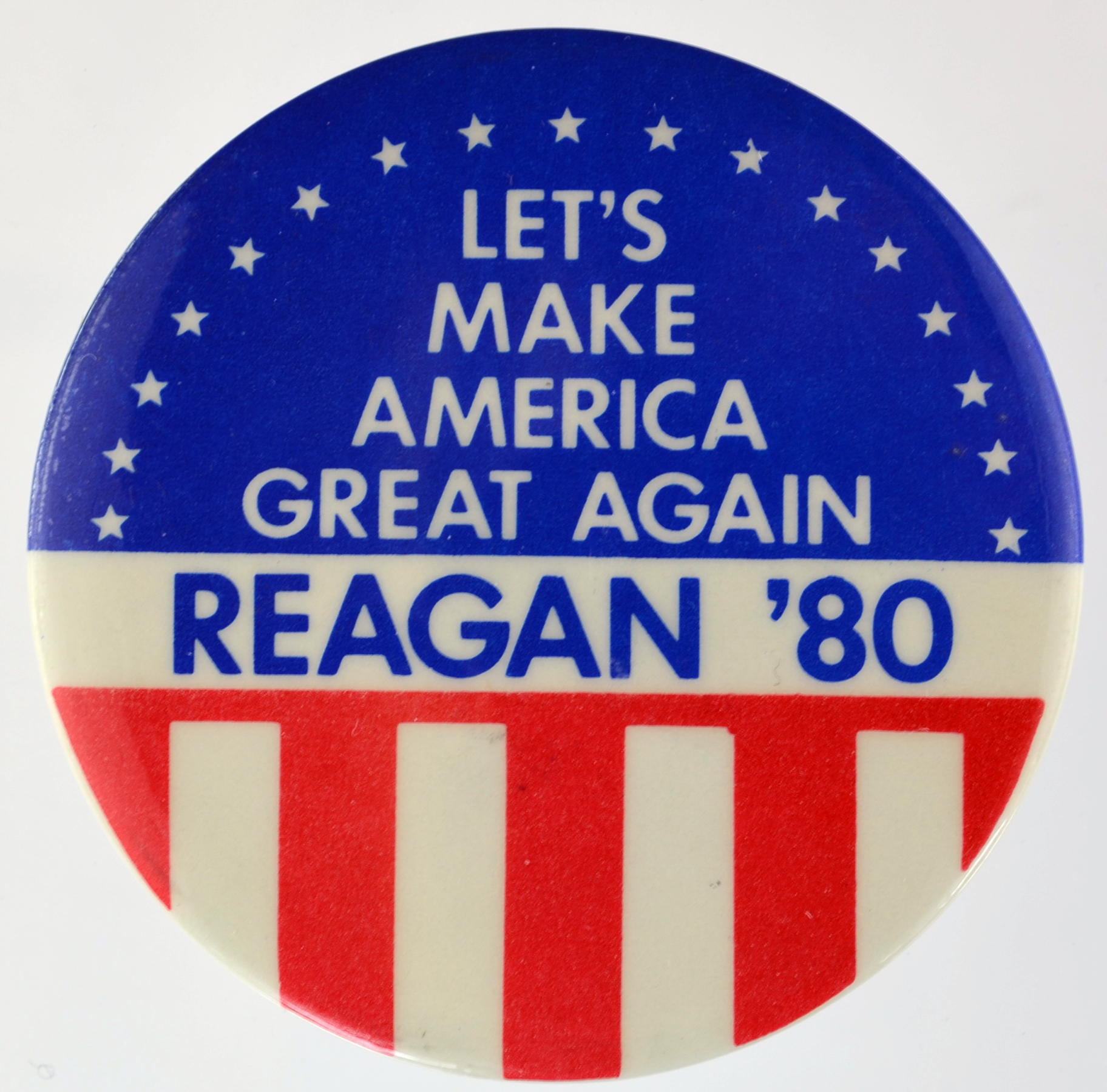
دکمه تبلیغاتی کارزار ریاست جمهوری ریگان

«عظمت را دوباره به آمریکا بازگردانیم» (به انگلیسی: Make America Great Again) یا به اختصار ماگا (MAGA) یک شعار انتخاباتی میان سیاستمداران آمریکایی است که در انتخابات ریاست جمهوری سال ۲۰۱۶ توسط دونالد ترامپ محبوب شد. رونالد ریگان در مبارزات انتخاباتی خود در انتخابات ریاست جمهوری سال ۱۹۸۰ از شعار مشابه «بیایید عظمت را دوباره به آمریکا بازگردانیم» استفاده کرد. بیل کلینتون نیز این عبارت را در سخنرانی‌های خود در طول مبارزات انتخاباتی‌اش در انتخابات ریاست جمهوری ۱۹۹۲ به کار برد و بار دیگر در یک رادیو تبلیغاتی برای کارزار انتخاباتی اولیه همسرش هیلاری کلینتون در سال ۲۰۰۸. این شعار با کاربرد گسترده در هنر، برنامه‌های سرگرمی و سیاست، به یک پدیده در فرهنگ عامه تبدیل شده‌است و توسط مخالفان و هوادارن دونالد ترامپ استفاده می‌شود. صدای آمریکا در دوره ریاست جمهوری ترامپ این شعار را یک عبارت جهت‌دار خواند.

## استفاده توسط رونالد ریگان
«عظمت را دوباره به آمریکا بازگردانیم» نخستین‌بار در مبارزات انتخاباتی ریاست جمهوری سال ۱۹۸۰ توسط رونالد ریگان مورد استفاده قرار گرفت، هنگامی که ایالات متحده از یک اقتصاد رو به وخامت که ناشی از رکود بود رنج می‌برد. ریگان از پریشانی اقتصادی کشور به عنوان تکیه‌گاهی برای تبلیغات انتخاباتی خود بهره برد، و از این شعار برای برانگیختن احساسات میهن‌پرستی میان رأی دهندگان استفاده کرد.

## استفاده توسط بیل کلینتون
این عبارت همچنین در سخنرانی‌های بیل کلینتون در جریان انتخابات ریاست جمهوری سال ۱۹۹۲ استفاده شد. با این حال، این شعار اصلی کارزار ریاست جمهوری او نبود. کلینتون همچنین این عبارت را در یک رادیو تبلیغاتی که برای تبلیغات اولیهٔ کارزار ریاست‌جمهوری هیلاری کلینتون در سال ۲۰۰۸ پخش شد، به کار برد.
در طول انتخابات سال ۲۰۱۶ آمریکا، کلینتون اظهار داشت که نسخهٔ ترامپ، که شعار اصلی کارزار ریاست جمهوری او است، پیامی بود برای سفیدپوستان جنوب آمریکا که ترامپ قول داده بود به آن‌ها اقتصادی بدهد که ۵۰ سال پیش داشتند.

## استفاده توسط دونالد ترامپ

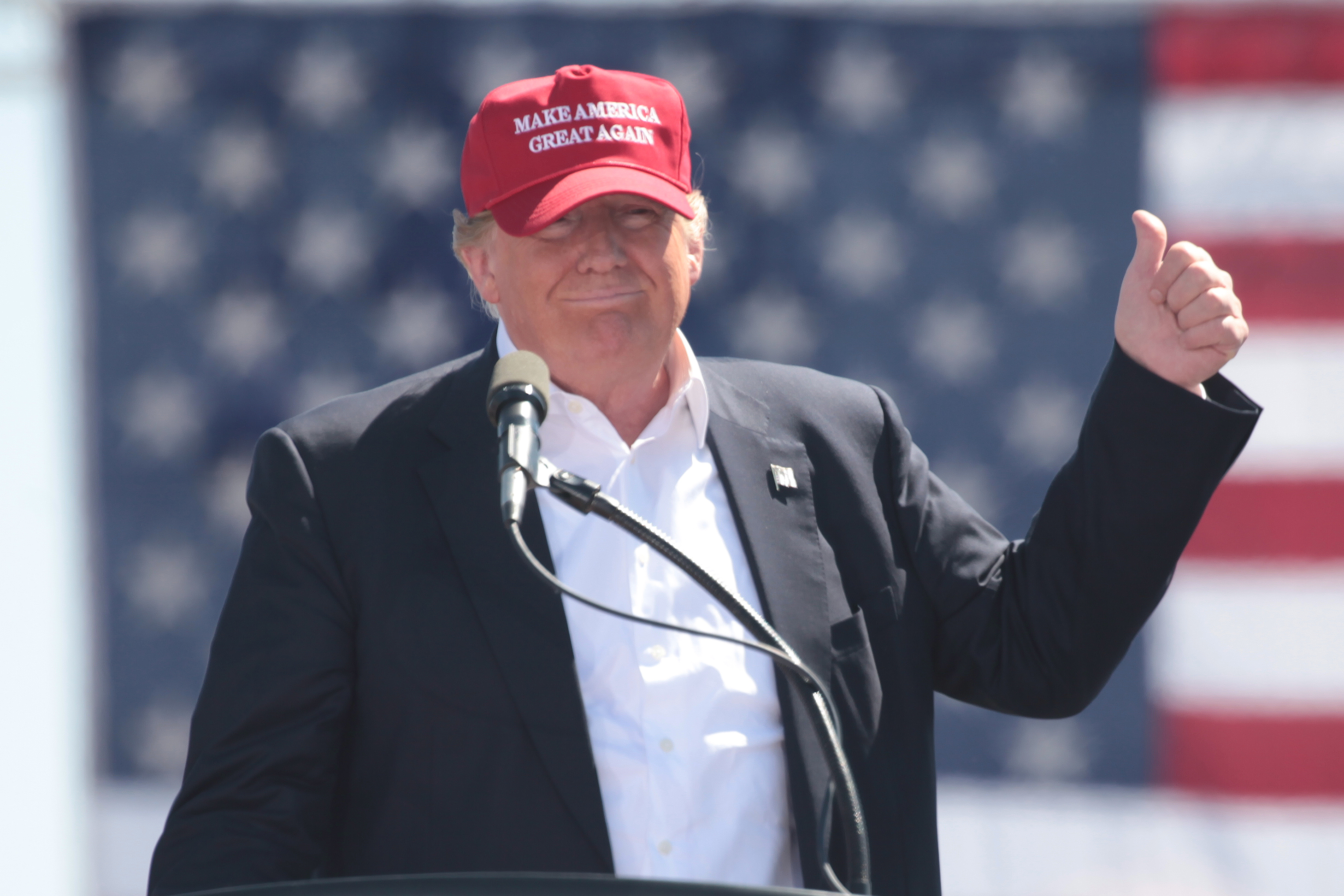
دونالد ترامپ در طول مبارزات انتخاباتی خود در سال ۲۰۱۶ از کلاه بیایید عظمت را دوباره به آمریکا بازگردانیم استفاده کرد

در ۱۶ سپتامبر ۲۰۱۱، راجر استون، مشاور سیاسی دیرینهٔ ترامپ و یاری‌دهندهٔ ریگان در مبارزات انتخاباتی سال ۱۹۸۰، این شعار را توییت کرد: «دوباره آمریکا را بزرگ کن - ترامپ هاکبی ۲۰۱۲». دو ماه بعد، در دسامبر سال ۲۰۱۱، ترامپ بیانیه‌ای را صادر کرد و در آن گفت که مایل نیست از نامزدشدن در انتخابات ریاست جمهوری در آینده منصرف شود، و توضیح داد: «من باید همهٔ گزینه‌ها را به روی خود را باز بگذارم زیرا بیش از هر چیز، ما باید عظمت را دوباره به آمریکا بازگردانیم». همچنین در دسامبر ۲۰۱۱، او کتابی را با زیرنویس مشابه «آمریکا را دوباره شمارهٔ اول کن» منتشر کرد که در سال ۲۰۱۵ به «عظمت را دوباره به آمریکا بازگردانیم» تغییر یافت.

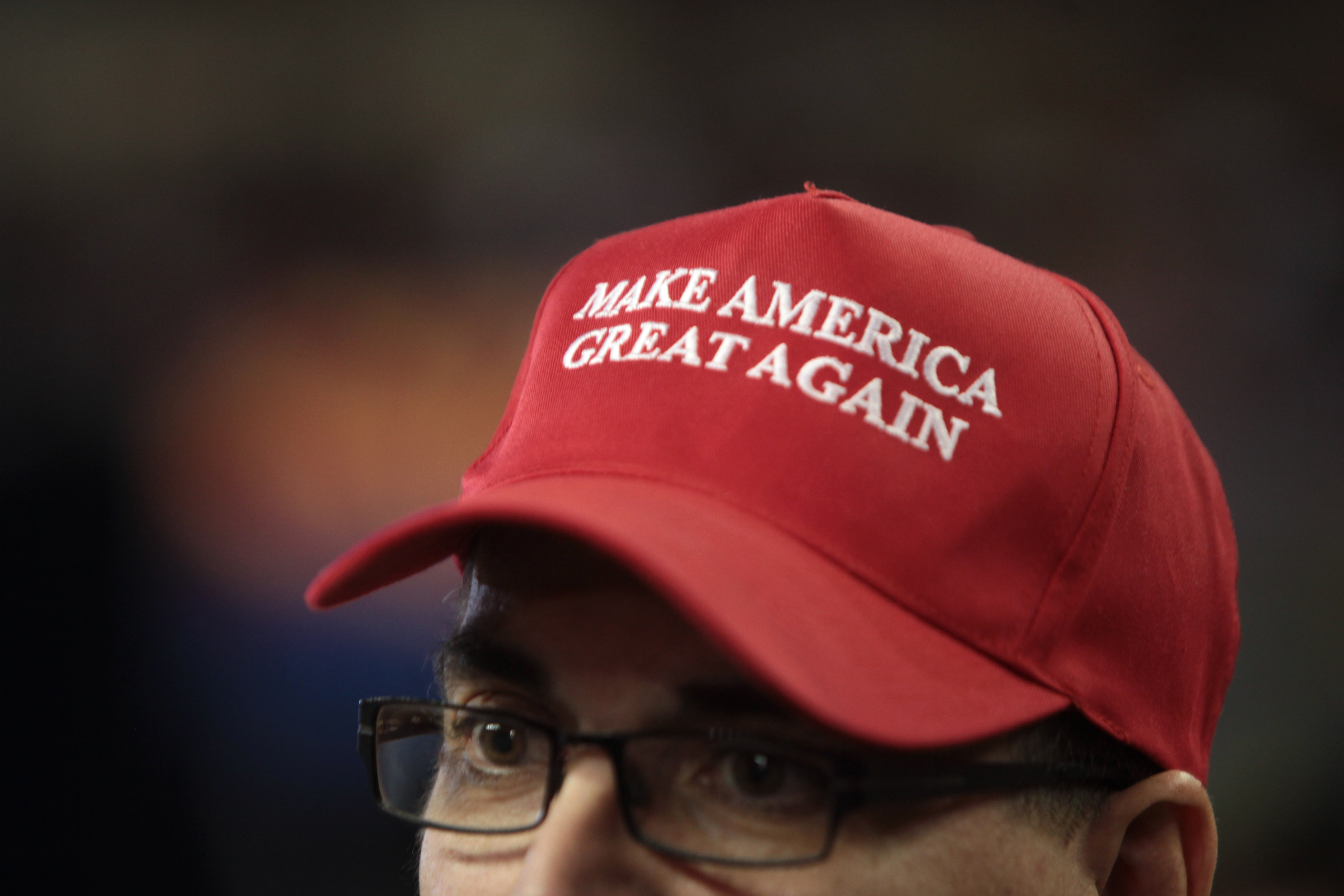
ترامپ با دوخت شعار «عظمت را دوباره به آمریکا بازگردانیم» روی کلاه‌های خود، آن را محبوب کرد.

خود ترامپ استفاده از این شعار را به‌طور رسمی در ۷ نوامبر ۲۰۱۲، روز پس از پیروزی باراک اوباما در انتخاب سال ۲۰۱۲ در برابر میت رامنی، آغاز کرد. ترامپ در آغاز شعار «عظمت را دوباره به آمریکا باز خواهیم گرداند» در نظر داشت اما سپس احساس کرد این شعار می‌تواند اینگونه برداشت شود که آمریکا هرگز عالی نبوده، پس شعار «عظمت را دوباره به آمریکا بازگردانیم» را برگزید. (ترامپ بعدها گفت که وی تا سال ۲۰۱۵ از استفادهٔ ریگان از شعاری مشابه بی‌اطلاع بود، اما خاطرنشان کرد: «او آن را به نشانی تجاری تبدیل نکرده».) در ۱۲ نوامبر وی او با ثبت درخواستی از دفتر ثبت اختراع و علائم تجاری ایالات متحده درخواست حق انحصاری استفاده از این شعار برای اهداف سیاسی کرد. این درخواست در ۱۴ ژوئیهٔ ۲۰۱۵ پس از آغاز به کار رسمی کارزار ریاست‌جمهوری ترامپ در سال ۲۰۱۶ پذیرفته شد.

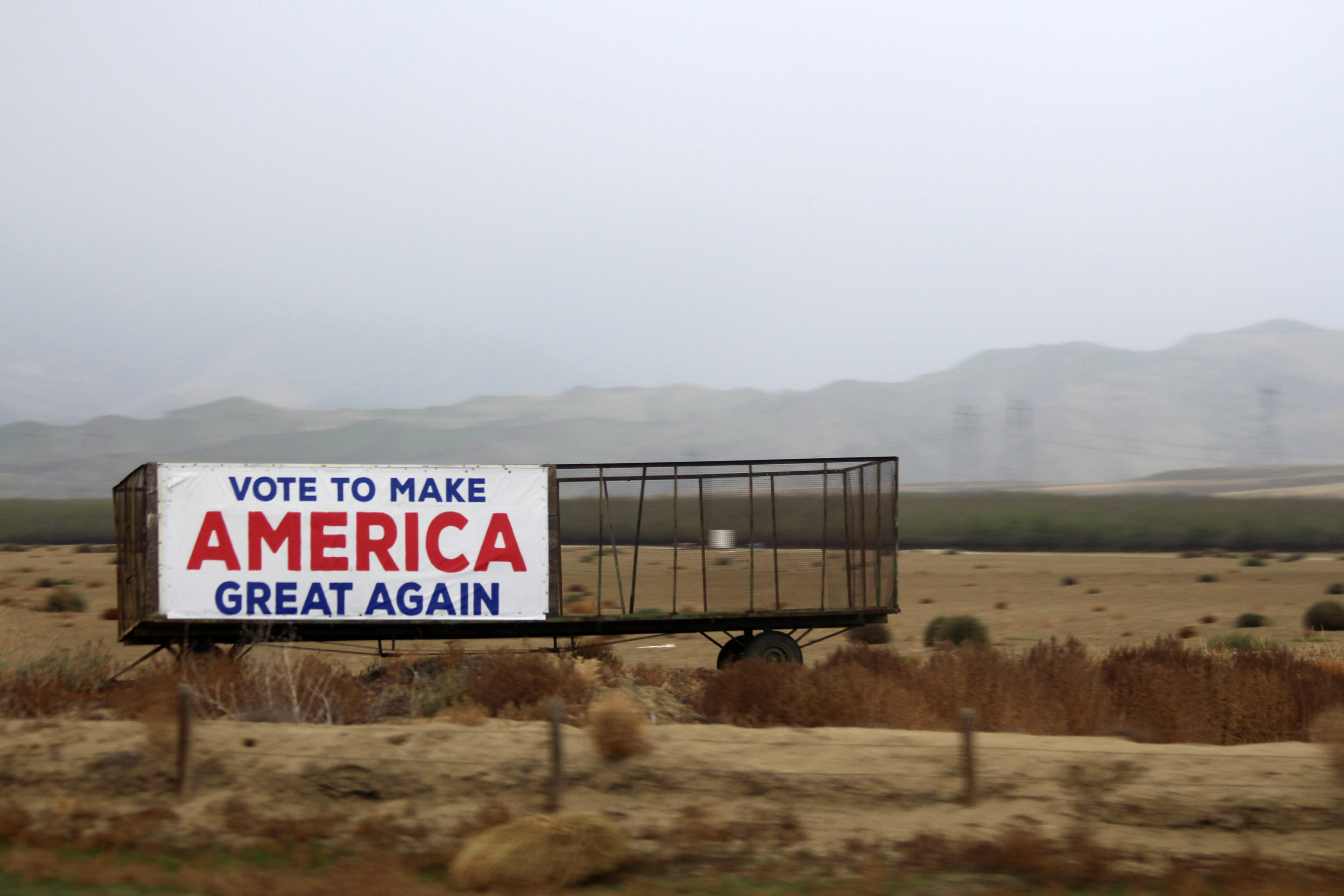
یک تابلوی آگهی در کنار جاده‌ای در کالیفرنیا اندکی پس از پایان انتخابات سال ۲۰۱۶ با شعار «رأی بده تا عظمت به آمریکا بازگردد».

در طول مبارزات انتخاباتی، ترامپ غالباً از این شعار استفاده می‌کرد، به‌خصوص با پوشیدن کلاه‌های مزین به این عبارت با حروف سفید که بین هواداران او محبوب شد. این شعار برای مبارزات انتخاباتی او آنقدر مهم بود که در یک مقطع زمانی هزینهٔ بیشتری صرف تولید کلاه‌ها می‌شد، که به ازای هر ۲۵ دلار در وبگاه خود ترامپ فروخته می‌شدند، تا صرف نظرسنجی، مشاوره یا تبلیغات تلویزیونی. ترامپ ادعا کرد که میلیون‌ها دانه از این کلاه‌ها فروخته شده‌است. پرزیدنت ترامپ در ژانویهٔ سال ۲۰۱۷ اظهار داشت که شعار «عظمت آمریکا را حفظ کن» شعار اصلی کارزار انتخابی او در سال ۲۰۲۰ است. ترامپ در ۱ سپتامبر ۲۰۱۸ این شعار را توییت کرد، ظاهراً در پاسخ به مگان مک‌کین که در مراسم یادبود جان مک‌کین گفت: «آمریکای جان مک‌کین نیازی به عظمت دوباره ندارد، زیرا همیشه عظمت داشته است.»
در تاریخ ۲۲ ژوئن، ترامپ پیشنهاد تغییر رژیم در ایران را مطرح کرد و گفت: "اگر رژیم فعلی ایران نتواند ایران را دوباره بزرگ کند، چرا نباید تغییر رژیم صورت گیرد؟ MIGA!!!"

## دیگر کشورها
در ژوئن سال ۲۰۱۷، امانوئل مکرون، رئیس‌جمهور فرانسه، ترامپ را برای کناره‌گیری از توافق‌نامهٔ اقلیمی پاریس مورد انتقاد قرار داد. آخرین جملهٔ سخنرانی او این بود: «عظمت را دوباره به سیارهٔ ما بازگردانیم».
پرابوو سوبینتو در اکتبر سال ۲۰۱۸، در طول مبارزات انتخاباتی خود برای انتخابات ریاست‌جمهوری سال ۲۰۱۹ اندونزی از عبارت «عظمت را دوباره به اندونزی بازگردانیم» استفاده کرد، هرچند که وی کپی کردن از شعار ترامپ را تکذیب کرد.
در جریان انتخابات پارلمان اروپایی سوئد در مهٔ ۲۰۱۹، حزب دموکرات مسیحی سوئد از شعار «دوباره اتحادیهٔ اروپا را درست کن» استفاده کرد.

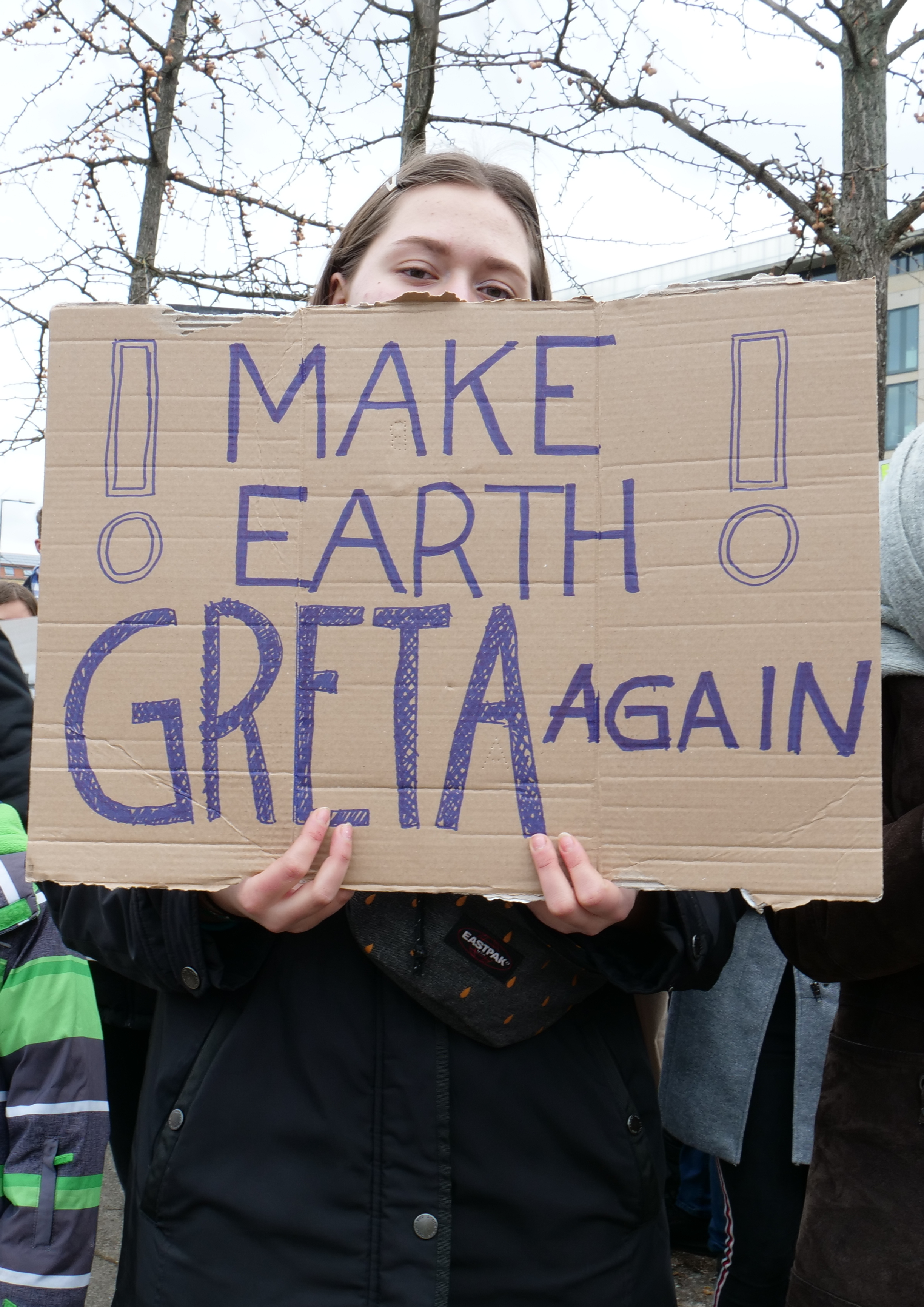
یک معترض با شعار «زمین را دوباره گرتا کن» در دست، فوریهٔ ۲۰۱۹

اعضای جنبش جمعه‌ها برای آینده، غالباً از شعارهایی مانند «دوباره زمین را گرتا کن» استفاده می‌کنند که به گرتا تونبرگ اشاره دارد. در سال ۲۰۱۹ گرانت آرمور و میلن لارسون در کارگردانی فیلم مستند دوباره جهان را گرتا همکاری کردند.